# Храм Свих Светих (Патаја)
Храм Свих Светих (тајски - โบสถนกบญทงหมดในพทยทยาทยา) једна је од две Руске православне цркве која се налази у северном делу града Патеје у Краљевини Тајланд. Ово је друга црква по времену градње у парохији Московске патријаршије на Тајланду и прва православна парохија у овој земљи, која је подигла две црквене зграде.
У цркви се одржавају све потребне службе и црквене церемоније према православним обичајима: крштење, венчање, опело и још много тога.

## Положај и статус
Храм Свих Светих се налази на северном делу града на око 10 км од централог језгра Патаје, на обали Тихог океана, две стотине километара југоисточно од Бангкока,  у провинцији Чонбури у Краљевини Тајланд.  Неделеко од цркве налази се црквени комплекс Ват Јан, кинески храм-музеј Вихарна Сиен, планина Златног Буде и село дуговратих жена из бурманског племена Карен.
Храм Свих Светих у Патаји, као део Фондација Православна хришћанска црква на Тајланду, као и остале цркве на Тајланду под црквеном је јурисдикцијом православног патријарха московског и целе Русије, као гаранта чистоте православне хришћанске вере.

## Историја
Православље на Тајланду  је хришћанска деноминација која је се јавила у овој земљи у 20. веку. Православље као веру прихватило је око 0,002% становништва земље (хиљаду људи 2010. године), не рачунајући православне вернике који долазе у ову земљу на одмор или службено у њој бораве. Православље у Тајланду пропагира Епархија тајландска, која је под јурисдикцијом Московске патријаршије и која организационо обједињује већину православних хришћана у овој држави.

### Први контакти са православљем
Године 1863. године дошло је до првих контаката између Руса и Сијамаца - морнара два руска брода која су посетили главни град Сијама, Бангкок. У наредним деценијама сијамско тло посећивали су морнари, путници и дипломате из Русије, представници краљевске куће Романових и вође будистичке сангхе источног Сибира.
О прелазу из 19. у 20. век, може се говорити као о периоду у коме је дошло до контактима двеју земаља у области проучавању међусобних културних феномена.
Тадашња Русија је била једна од најјачих сила на свету, а православље је била државна религија у земљи, али Руска православна црква никада себи није дозволила бесцеремонијално, насилно мешање у политички, културни и верски живот Тајланда (Сијама). То је због чињенице да је Русија првобитно формирана као евроазијска мултинационална држава, била програмирана самом стварношћу да признаје и поштује друге културне и верске традиције.
Посебну улогу у развоју руско-сијамских односа одиграла је посета Сијаму наследника - цесаревича Николаја Александровича, будућег цара Николаја II који је у периоду од 1890.до 1891. путовао по земљама Истока. и 19-24. марта 1891. на позив краља Чулалонгкорна (Рама В), посетио Бангкок. Следио је и њихов нови сусрет у Санкт Петербургу 1897. године.
Истовремено, у Санкт Петербургу је постигнут договор о успостављању дипломатских односа између две земље. Током посете, неколико десетина Сијамаца упознало се са историјским и културним знаменитостима Санкт Петербурга и Москве, први пут сазнало о Православљу. Сам краљ Чулалонгкорн, принц-наследник Вачиравуд, други принчеви, министри, чланови краљеве пратње, између осталог, посетили су Саборну цркву Христа Спаситеља, храмове Московског Кремља, гробницу породице Романов у Новоспаски манастир.
У првој половини 20. века, током  „хладног рата“ између две светске суперсиле – СССР-а и САД, Тајланд је дефинитивно био на страни ове друге силе. Рефлексно, после пада комунистичког режима и распада СССР-а, деценијама пропагиран опрез многих земаља пренео се и на нову Русију. Требало је много времена и труда да Тајланђани схвате суштину онога што се догодило у Русији и нову реалност.
Каако православље никада раније није било заступљено на Тајланду (Сијаму)  стога је стварање нове православне заједнице  и појава страног духовника наишла на различите реакције. Власти су прво одбиле државно признање Руске православне цркве на Тајланду као нове верске конфесије.
Након што је новоформирана парохија Светог Николе Руске православне цркве (МП) у Бангкоку поставила малу цркву у помоћној просторији и почела да обавља статутарне службе, поред верника који говоре руски, храм су почели активно да посећују и православни Румуни, који такође нису били задовољни служењем богослужења у католичкој цркви . Од посебног значаја је био долазак у цркву Светог Николе господина Константина Сурескуа, који је у то време био отправник послова Румуније на Тајланду, и његове супруге Корнелије Суреску, дубоко православних и црквених људи. За њима, остали верни Румуни су кренули у Никољданску парохију.
Постепено и тешком муком превазиђена је опрезност тајландских власти према Руској православној цркви, након добрих контакта између Представништва Руске православне цркве и Краљевског дома Тајланда. Касније, захваљујући већем разумевању са тајландским властима, а на основу права приватне својине, постало је могуће изградити прве православе цркве, на Тајланду.
Почетком 2008. године Тајландске власти, имајући у виду вишегодишњу делатност православне заједнице на Тајланду, препознале су је као корисну, у складу са интересима Краљевине, за јачање верских и моралних основа друштва.

### Оснивање парохије
После распада Совјетског Савеза, имигранти из Заједница независних држава (акроним ЗНД) међународне организације или савеза које чине 9 бивших СССР република,  почели су да се насељавају у Патаји, која је временом постала најпопуларнија дестинација за туристе из земље бившег СССР-а, стекавши славу као „најрускије“ летовалиште на Тајланду.
Од средине 2000-их, представник Руске православне цркве у Краљевини Тајланд, игумен Олег (Черепанин) почео је да одржава службе у Патаји за бројне туристе који говоре руски. Како је сам рекао 2009. године:
Врхунац туристичке сезоне на Тајланду пада на православни Божић. Викенд у Русији. Многи хрле у топлије крајеве за новогодишње и божићне празнике. Наравно, Божић је посебан дан за руског православца. Туристи нападају хотелску управу са захтевом да се организује православна служба, макар и молебан, а хотелијери пак нападају нас .
Пошто у Патаји није било црквених просторија, место за богослужење је љубазно обезбедио власник чувеног хотела Royal Cliff Панга Ватанакул, који је уједно и почасни конзул Русије у провинцијама Чонбури и Рајонг. Већина гостију овог хотела били су гости који су допутовали из земаља  Заједница независних држава. Захваљујући овиј ин ицијативи организоване су службе на Бадње вече у једном од најбољих хотела у Патаји, Royal Cliff, који је преузео цео организациони део.
Како није било могућности да се овде званично региструје парохија, пошто на Тајланду нико од странаца није имао право на приватну својину, морало се чекати на измену прописа. То је постало могуће након 20. јуна 2008. године, када су тајландске власти регистровале православну заједницу на Тајланду као правно лице у формату јавног фонда - Православна хришћанска црква на Тајланду (тајски - มลนธ ชาว ชน ดงน เทศ ใน ประเทศ ไทยใ"  или  енг. Orthodox Christian Church in Thailand) .
Дана 24. јуна исте године, на првом састанку одбора Фондације Православне Цркве на Тајланду, Данијел (Данаи) Ванна изабран је за њеног председавајућег.  До тада је у Патаји живело и радило неколико стотина православних верника, а све више су долазили  и туристи православне вере из Русије и земаља  Заједница независних држава.
Дана 8. јула 2008. године у Патаји, у присуству игумана Олега (Черепанина), одржан је скуп православних верника који овде живе, на коме је донета одлука да се организује православна црквена парохија Свих светих, као и да се парохија региструје ка православна црква Тајланда под јурисдикцијом Московске патријаршије. Изабрани су управни органи парохије и усвојена Повеља, која је послата на одобрење председнику Одељења за спољне црквене везе Московске патријаршије, митрополиту смоленском и калињинградском Кирилу (Гундјајеву).  
Дана 5. августа 2008. године, парохију је посетио игумен Олег (Черепанин) у пратњи чланова парохијског савета парохије Светог Николе у Бангкоку и том приликом састао се са члановима парохијског савета. На састанку су разматрана питања успостављања литургијске и парохијске делатности у Патаји и друга економска и финансијска питања.
Од 30. новембра до 2. децембра 2008. године Патају је посетио представник Руске православне цркве на Тајланду игумен Олег (Черепанин), који се састао са члановима парохијског савета Православне заједнице Патаје, и прегледао неколико земљишних парцела. намењен за куповину.
У децембру 2008. године парохију је посетио мисионар и религиозни научник Јуриј Максимов и и одржао предавње о односу православља и будизма.
Дана 6. јануара 2009. године, после богослужења на Бадње вече, игумен Олег се састао са члановима парохијског савета и парохијанима Парохије Свих Светих у Патаји и разговарао о питању стицања власништва над парцелом и изградњу православне цркве у Патаји. Као резултат састанка, донета је одлука  да се овим питањем одмах позабави, председник Комитета Фондације Православне Цркве на Тајланду, ђакон Данијел Ванни.

### Изградња храма
Након што су 4. фебруара 2009. године, игуман Олег (Черепанин) и ђакон Данај Ванна посетили  парохију у име Свих Светих у Патаји, узете су разматрање све предложене опције и на лицу места,  на основу расположивих финансијских средстава, купљено је земљиште у северном делу Патаје у области Наклуа, Сои Лонг Бич, површинеоко 400 квадратних метара, што је било довољно за изградња храма. Куповина је омогућена циљаном донацијом неколико парохијана. Након потписивања  уговор о куповини земљишта извршена је државна регистрација плаца у земљишном одељењу Патаје на име Православне цркве на Тајланду као новог власника. Како је било  средстава, купљена је још једне парцелу од 200 м² уз црквено земљиште, на шта је утицала и чињеница да је локалитет био практично спреман за развој, и није захтевао значајне почетне  радове.
Дана 21. марта 2009. године  стављене су на отворену дискусију  две различите верзије православне цркве  Свих Светих у Патаји (провинција Чонбури), а на проширеном састанку Комитета православне цркве на Тајланду,   23. маја 2009. године, одлучено је да се изградња храма у Патаји сматра приоритетом, и за ту намену издвојено је 1.500.000 тајландских бата из Фонда, за првуј фазу изградње.
Дана 5. јуна 2009. године потписан је уговор и  одобрени су услови за извођења радова на  изградњи храма у име Свих Светих у Патаји. Завршетак главних  и завршних радова био је предвиђен за децембар 2009. године.
Дана 9. јуна 2009. игумен Олег (Черепанин) служио је молебан непосредно на градилишту, где су грађевински радови унајвеће већ били започети .
У складу са уговором, у јуну су грађевинари поставили темеље, урадили цементну кошуљицу за подове првог спрата зграде и извели носеће стубове за постављање зидова и припрему другог спрата зграде .
Дана 2. јула 2009. године одобрен је пројекат за иконостаса цркве Свих Светих у Патаји, за који је одлучено да буде од тиковине и материјала отпорних на термите, што је релевантно за земље југоисточне Азије и Тајланда.
Дана 26. јула 2009. године, игумен Олег (Черепанин), у пратњи архитекте пројекта господина Вича и руководилаца изградње, обавио  инспекцијски пут у Патају, где се лично упознао са динамиком грађевинских радова. У обиласку су учествовали и чланови парохијског савета будуће цркве. Према општем мишљењу, изградња се изводи квалитетно и у складу са уговором. Игумен Олег је и овог пута служио молебан на градилишту храма Свих Светих и изразио захвалност градитељима и донаторима храма .
Игумен Олег (Черепанин), поново је посетио парохију Свих Светих у Патаји, 16. октобра 2009. године и током посете  упознао са динамиком грађевинских радова на изградњи храма. У име Свих Светих, одржао је радни састанак са инжењерским и техничко особље задуженим за изградњу, и састанак са председником парохијског савета храма, Михаилом Иљином, са којим је разговарао о практичним питањима обезбеђења програма прослава. Поред тога, игуман Олег је примио православне вернике из редова локалног становништва Тајланда и саслушао њихове предлоге у вези са организовањем састанка Њеног Краљевског Височанства Принцезе на церемонији отварања храма 20. децембра 2009. године.
Дана 17. новембра 2009. године игуман Олег (Черепанин) и свештеник Данаи Ванна, у присуству ходочасника из Патаје и Бангкока, освештали су пет купола и крстова изнад куполе пре него што су их радници  поставили на храм. Истог дана куполе су коначно и посастављене .
Дана 23. новембра 2009. године, грађевински инжењер Таи Таканака Вича Лиратанакун уручио је представнику Руске православне цркве на Тајланду игумену Олегу (Черепанину) кључеве изграђене цркве. Тако је за 8 месеци изградња у потпуности завршена, чему је допринео јасан и одговоран рад грађевинске компаније Таи Таканака, професионализам радника и несметано финансирање грађевинских радова од стране Фондације Православне Цркве на Тајланду .
Како је приметио Леонид Борисов, изградња храма првог храма на Тајланду изазвала је двосмислену реакцију у рускојезичкој дијаспори Тајланда:
„Док се градио храм у Патаји, многи наши грађани су на једном руском форуму жустро расправљали о Оче. Олегова телевизија позива да донира за његову изградњу. Главни предмет разговора било је питање – хоће ли РОЦ пљачкати прикупљена средства? Утисак из ове расправе био је такав да није било мање клеветника православне цркве него молитава. У међувремену, једног лепог децембарског дана 2009. године, када се још није стишала дебата на тему „Да ли је РПЦ праведник или лопов?“, испоставило се да је најлепши храм у Патаји већ изграђен и спреман за освећење“
Дана 20. децембра 2009. године, током званичних прослава посвећених 10. годишњици Православља на Тајланду, председник Одељења за спољне црквене односе Московске Патријаршије, архиепископ Иларион (Алфејев) , који предводи званичну делегацију Руске православне цркве , извршио велико освећење храма. Након Великог освећења, служена је Света Литургија на којој су архиепископу Илариону саслуживали: архимандрит Олег (Черепанин), игумен Софроније (Китајев) , протојереј Дионисије Поздњајев , јереј Алексије Трубач , јеромонах Јоасаф (Тандибиланг) јереј , протођакон Владимир Назаркин . Архиепископ волоколамски Иларион је, на захтев тајландских власти, после Божанствене Литургије уручио јубиларне медаље „10. годишњица Православља на Тајланду“ једном броју парохијана  .

### Набавка звона  и осликавање храма
Дана 25. марта 2010. године, Комитет Фондације Православне Цркве у Тајланду на редовном састанку донео је одлуку о набавци комплета звона за звоник Цркве Свих Светих у Патаји. Одлучено је да се фокусира на производе Међународног Бел  Арт центра (Русија), а потребна сума је одређена у износу од 475.000 рубаља (521.000 тајландских бата или 16.000 америчких долара), од чега 275.000 рубаља. - цена комплета од 8 звона и 200.000 рубаља. - уређај „електронски звонар“  , пошто је у кишном периоду прилично опасно пењати се на звоник .
Одбор Фондације Православне Цркве на Тајланду је 23. априла 2010. године, заједно са представником Руске православне цркве на Тајланду, архимандритом Олегом (Черепанином), на заказаном састанку одобрио скице за осликавање куполе и плафона. . Група тајландских сликара је позвана да изведу радове у складу са радним законодавством Краљевине Тајланд. Писање молитве "Богородице Богородице, радуј се ..." на тајландском језику признато је као оправдано. Радове је финансирала сама парохија; а планирано је да буду завршени у року од 4 месеца.
Дана 30. маја 2010. године у цркви је први пут прослављена слава храма. Свету Литургију су служили архимандрит Олег (Черепанин) и јереј Данај Ванна. На богослужењу су се молили не само парохијани локалне парохије, већ и они који су посебно дошли у Храм Свих Светих из Бангкока, Пукета и других делова Краљевине Тајван. Након славља, архимандрит Олег је најавио отварање катихизисаних курсева у Патаји, чија ће се настава одржавати недељом увече у трпезарији цркве Свих Светих.
Дана 20. јуна 2010. године завршено је осликавање главне куполе храма. У средишту је фреска са  ликом Богородице "Знак", уоквирен натписом молитве "Богородице Богородице, радуј се..." на тајландском језику, затим - свети јеванђелисти Матеј , Марко , Лука и Јован, приказани како пишу јеванђеље у присуству анђела. Током Недељне литургије, слику је освештао јереј Данај Ванна. Осликавање храма, у потпуности је завршено 17. јула 2010. године.
Архимандрит Олег (Черепанин) одржао је 31. октобра 2010. године састанак са парохијанима храма, који су изразили жељу да у Патаји отворе недељну школу за децу. Архимандрит Олег је подржао ову иницијативу и именовао свог помоћника у катехези, студента 5. године Томске богословије Јевгенија Петрова, заслужног за оживотворење овог пројекта, и наложио му да припреми одговарајуће програме, а затим и да почне да предаје  у школи.
У храму су 15. новембра 2010. године   отворени бесплатни курсеви руског језика, намењени локалним становницима - Тајланђанима. Предавач је био Леонид Борисов, дипломац Оријенталног факултета Лењинградског државног универзитета, уредник руске верзије онлајн публикације Паттаиадаилиневс  .
Архимандрит Олег (Черепанин) је 4. јануара 2011. извршио обред освећења комплета од седам звона за звоник храма, који је поклонила руска комерцијална компанија Оаза-Сочи, чија монтажа је обављена 8. јануара 2011. године. Свеноћно бденије следећег дана отпочело је статутарном звоњавом, којој су присуствовали не само православни верници, већ и локални Тајчани. Дана  27. марта исте године у храм је достављен „електронски звонар“, чија је монтажа поверена помоћнику Представника Руске православне цркве на Тајланду Владимиру Бунтилову.

### Даљи развој жупе
Дана 2. августа 2011. године у храму су почели да се одржавају курсеви упознавања са иконописом. Поред традиционално православних верника, за сликање икона заинтересовалу су се и православни Тајланђани и Лаошани.
С обзиром на јачање позиција православља у Патаји и високог духовног потенцијала православне парохије у граду, Представништво Руске православне цркве у Краљевини Тајланд почело је да добија предлоге о потреби за изградњом друге православне цркве у Патаји. Као резултат тога, 31. августа 2011. године, у Одељењу за земљиште администрације Патаје, извршен је бесплатан пренос земљишта Православној цркви на Тајланду за изградњу друге православне цркве у Патаји, на југу града (цркве Сви свети Црква која се налази на северу града), у „руском селу“, које се налази у близини области Џомтијен.  Дана 3. септембра исте године, у Храму Свих Светих, архимандрит Олег (Черепанин) одржао је састанак са православним верницима Патаје, где је основан парохијски савет нове Покровске парохије.
Након невремена и поплава које су се догодиле у Патају 11 и 12. септембра 2011. године, као последица растерећења превлака купола и крова храма, вода је почела да продире у храм током киша, што је угрозило фреске. У циљу санације ове последице невремена израђени су предрачуни за оправку оштећења плафона, заптивање прозора храма, као и накнадно фарбање фасаде зграде храма, у износу од 198.500 тајландских бата. Радници су са радовима на санацији храма почели 28. септембра 2011. године.
Дана 11. фебруара 2012. године, старешина Канцеларије Московске Патријаршије за институције у иностранству, архиепископ јегорјевски Марко (Головков) служио је Божанствену Литургију у храму.
Дана 1. децембра 2012. године у храм је у пратњи полицијске пратње достављен кивот са честицом моштију Светог Николаја Чудотворца и уграђен у олтар.
Дана 4. марта 2013. године у храму је одржан општи састанак Православне Цркве на Тајланду (Московске Патријаршије) на коме су учествовали:
- свештенство и свештенство које врши своја послушања у Тајланду;
- комитет Фондације Православне Цркве на Тајланду;
- представници парохијских савета православних парохија у Тајланду и Камбоџи;
- изабрани делегати из парохија (по 2 човека из сваке парохије).
- вицеконзул Русије на Тајланду Алексеј Фалуњин  .

Архиепископ јегорјевски Марко (Головков) је 14. фебруара 2014. године одслужио молебан у цркви.

### Проширење храма
Дана 19. марта 2015, протојереј Данаи Ванна купио је додатних 640 квадратних метара земљишта поред храма за 6.000.000 тајландских бата Православној цркви на Тајланду. Износ за куповину земљишта прикупљен је захваљујући циљаним донацијама филантропа. Потребу куповине додатног плаца диктира квантитативни раст парохијана Свете Свете цркве, богослужбене и економске потребе храма  .
Представништво Руске православне цркве у Тајланду је 5. јуна 2015. донело следеће одлуке:
Да се одобри главни план реконструкције храма Свих Светих, у складу са предложеним пројектом. Да је сврсисходно да се изграде два терминална храма, и да се у оквиру храма изгради кућа за становање, дечје игралиште и низ других објеката. Да се поднесе овај нацрт на одобрење Хијерархији. Да се тражи посвећење крајњих храмова у име Светихапликација.
Дана 15. јула 2015. године почела је реконструкција храма, коју је припремило архитектонско пројектантско предузеће Танака, која је припремила нацрте за све раније изграђене храмове на Тајланду.
При цркви је 29. јула 2015. године отворена недељна школа за децу од 6-11 година.
Током реконструкције храма, некада мали храм је значајно проширен: проширена је унутрашња територија, унутрашња површина је повећана за 2,5 пута. Дограђене су две нове капеле – горња у част апостола Андреја Првозваног, доња – Св. МЦ Фотинија Палестина. Радове на реконструкцији и унутрашњем одељењу извели су локални стручњаци. На територији храма подигнута је кућа за свештенство и комплекс за госте. Радови су завршени до почетка септембра 2016. године.
Дана 24. септембра 2016. године обављено је мало освећење два призидна параклиса, које је извршио архимандрит Олег (Черепанин) уз саслужење протопрезвитера Јосифа Фастера (Америчка карпатско-руска епархија Цариградске Патријаршије), протојереја Данила Вана, јереј Димитриј Савенков, јереј Андреј Ивашченко, јеромонах Александар (Вашченко ) и јеромонах Михеј (Пкхиасаиавонг).
Дана 19. октобра исте године, у доњем приворју у име мученице Фотиније, свештеник храма јеромонах Александар (Вашченко), уз саслужење хориста храма и ходочасника, служио је прву Божанску Литургију.
Начелник Канцеларије Московске Патријаршије за установе у иностранству Епископ звенигородски Антоније (Севрјук) извршио је 13. децембра 2017. године велико освећење два бочна олтара храма – Светог апостола Андреја Првозваног и Свете мученица Фотиније.

## Опште информације
Храм је отворен за вернике, туристе и друге посете свакодневно од 8.00 до 20.00.
У цркви се чува списак чудотворног лика Светог Николаја и честица моштију блажене Матроне Московске, коју је цркви предао настојатељ Покровског саборног храма у Гачини протојереј Михаил Јуримски.
У храму постоји недељна школа за децу и парохијска библиотека, која садржи ретке књиге о православљу, као и руску класичну литературу.
Свето писмо и литургијски текстови су преведени на тајски језик. Недавно је овде на тајландском објављен „Божји закон“ С. Слободског.
Многи млади људи из Патаје добијају богословско образовање у најбољим теолошким образовним институцијама у Русији.
Најмногољудније службе у храму се одржавају на празник Рођења Христовог, пошто овај празник пада у време када је врхунац туристичке сезоне  у Тајланду .
Сваке године 9. маја, Патаја обележава Дан победе од стране руске говорне заједнице града, укључујући и парохију Свих Светих.

## Занимњивости
На сајту храма налази се следећи опис занимљивости:
- Уобичајено је да се пре уласка у храм скину ципеле и остава на улазу, према тајландској традицији.
- У продавници икона нема продавца. Самопослуживање, плаћање се обавља стављањем новца у кутију за донације.
- На Литургији, после читања Апостола на старословенском, поново се чита молитва, али сада на енглеском, а затим и на тајском. Баш као јеванђеље.
- Службе води тајландски свештеник, отац Даниел (Данаи) Ванна. Први на свету православни свештеник-Тај. Он прихвата исповест  на три језика. Овде се развила заиста мултинационална заједница.[18]